# Dansk-svenska krig
Dansk-svenska krig har utkämpats vid många tillfällen ända sedan Danmark och Sverige bildades. 